# حمام پدز
حمام پدز مربوط به دوره افشار است و در خور، منطقه پدز واقع شده و این اثر در تاریخ ۱۹ مرداد ۱۳۸۴ با شمارهٔ ثبت ۱۲۷۳۷ به‌عنوان یکی از آثار ملی ایران به ثبت رسیده است.